# Imigração moçambicana no Brasil
A imigração moçambicana no Brasil é um fato muito recente. Muitos moçambicanos, assim como os angolanos, estão no país latino-americano com vistos de estudante ou de trabalho.